# Hiraṇyakaśipu

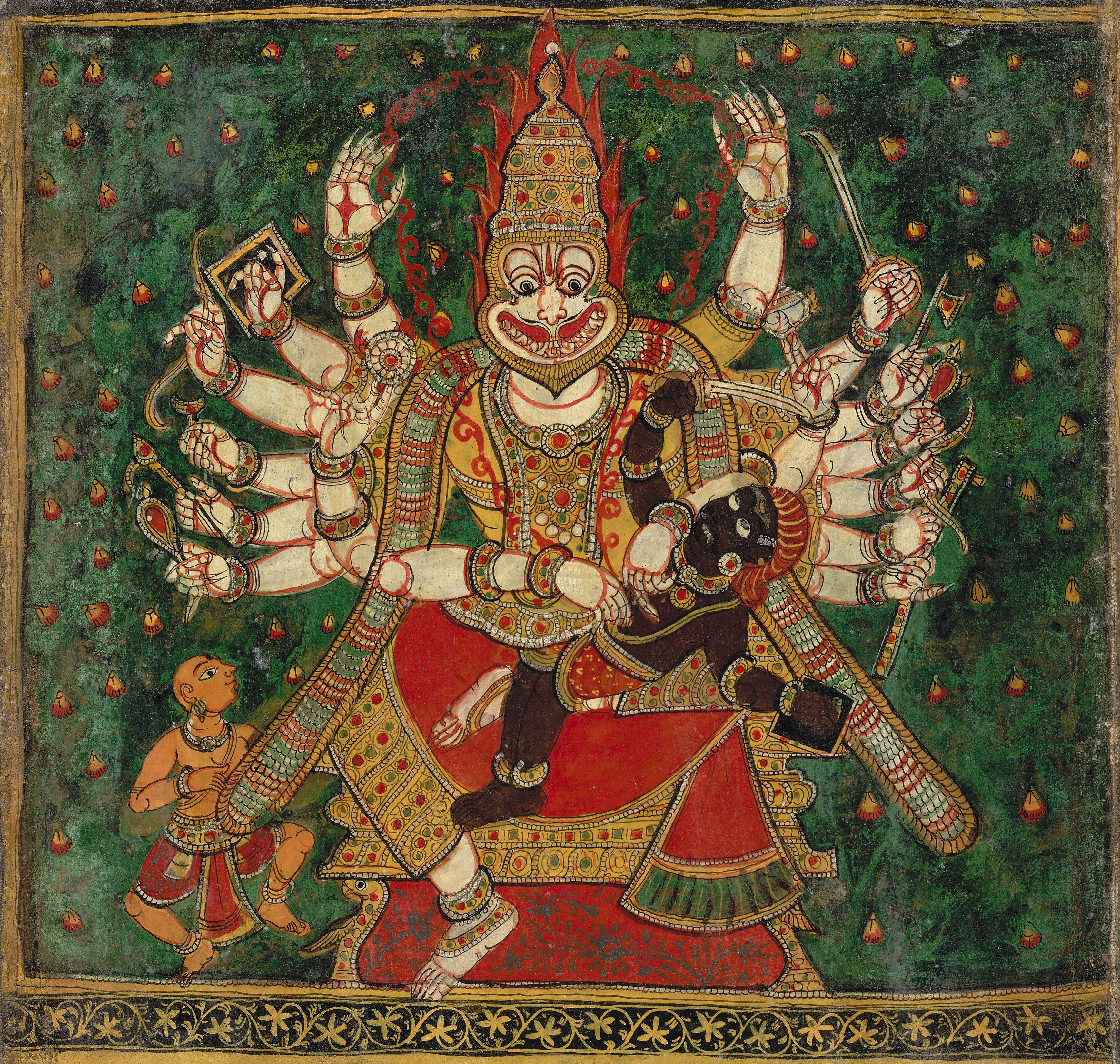
Visnù uccide il demone Hiraṇyakaśipu sotto lo sguardo del figlio di questi, Prahlada (dipinto del XVIII secolo).

Hiraṇyakaśipu, anglizzato in Hiranyakashipu, è un demone dell'induismo, un asura che perseguitò suo figlio Prahlada a causa della sua devozione verso il dio Visnù, tentando invano più volte di ucciderlo. Era noto per la sua crudeltà. Per sconfiggerlo, Vishnu fu costretto a prendere la forma di Narasiṃha, il suo avatāra mezzo uomo e mezzo leone.